# Hans Henrik von Essen

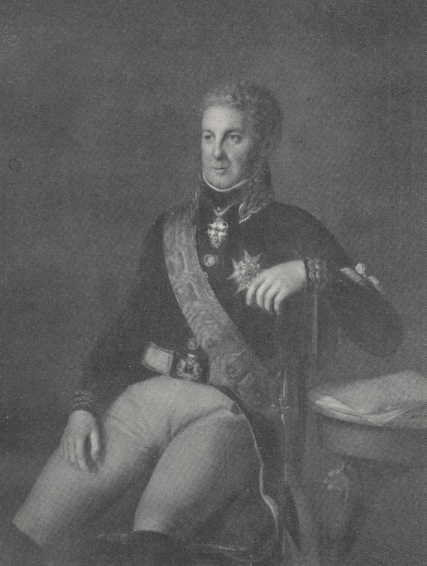
Hans Heinrich Graf von Essen

Hans Henrik von Essen (* 26. September 1755 auf Herrenhaus Kavlås, Gemeinde Tidaholm; † 28. Juni 1824 in Uddevalla) war ein schwedischer Reichsmarschall und Staatsmann.

## Leben
Essen stammte aus einer alten livländischen Familie, wurde in Uppsala und in Göttingen ausgebildet, und trat dann in schwedische Kriegsdienste.
Essen begleitete König Gustav III. auf seinen Reisen nach Italien, Frankreich und Deutschland und folgte ihm 1788 bei Beginn des Krieges gegen Russland nach Finnland. Für die von ihm bewerkstelligte Evakuierung von Göteborg wurde er zum Obersten und Kommandanten der Garde ernannt. Essen war auch an der Seite des Königs, als dieser am 16. März 1792 in Stockholm auf einem Maskenball tödlich verwundet wurde.
Unter den nachfolgenden Regierungen genoss Essen ebenfalls hohes Ansehen und fungierte zwischen 1795 und 1797 als Oberstatthalter von Stockholm. Im Jahr 1800 wurde er Generalgouverneur in Schwedisch-Pommern. In dieser Funktion verteidigte er 1807 Stralsund gegen die Franzosen, bis er im April des Jahres nach einem erfolgreichen Ausfall den Waffenstillstand von Schlatkow mit Marschall Mortier verhandeln konnte. Darüber geriet er in Konflikt mit König Gustav IV., worauf Essen seinen Abschied nahm und sich auf seine Güter zurückzog. Erst als der König 1809 entthront wurde, kam Essen wieder in den Reichsrat und wurde am 29. April 1809 in den Grafenstand erhoben.
1810 wurde er zum Reichsmarschall ernannt, und 1811 wurde er außerdem noch Reichsfeldmarschall. Im Auftrag Karls XIII. ging Essen als Gesandter Schwedens nach Paris, um den Frieden mit Frankreich zu schließen, durch den Schweden wieder in den Besitz von Vorpommern gelangte.
1813 erhielt Essen unter Karl XIV., dem Kronprinzen von Schweden, den Befehl über die Truppen, die gegen Norwegen zogen. Nach der Vereinigung beider Reiche wurde Essen Reichsstatthalter von Norwegen und norwegischer Feldmarschall. Von diesem Posten wurde er zwar 1816 entlassen, aber 1817 zum Generalbefehlshaber in Schonen ernannt.
Am 29. Oktober 1802 heiratete er Hedvig Eleonora Charlotta von Krassow, die 1855 in Stockholm starb. Ihr Sohn, Gustav Freiherr von Essen, war genealogisch tätig. Durch diese Heirat erwarb er das Gut Falkenhagen bei Reinberg, welches bis 1945 der Familie von Essen gehörte.